# 456

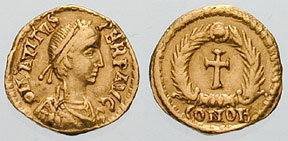
Keizer Avitus (r. 455-456)

Het jaar 456 is het 56e jaar in de 5e eeuw volgens de christelijke jaartelling.

## Gebeurtenissen

### Italië
- 1 januari - Keizer Avitus wordt door de Senaat benoemd tot consul van het West-Romeinse Rijk. Hij treedt aan zonder medeconsul en accepteert de purperen mantel als bekroning op zijn troonsbestijging.
- Avitus stuurt een Romeins expeditieleger (voornamelijk bestaande uit Germaanse hulptroepen) onder bevel van Ricimer naar Sicilië. Hij verslaat de Vandaalse vloot bij Corsica en verdrijft de Vandalen bij Agrigento van het eiland.
- De Vandalen plunderen de steden Capua en Aléria (Corsica). Ricimer is niet in staat de Vandaalse piraterij in de Middellandse Zee te onderdrukken en begint openlijk te rebelleren tegen Avitus.
- De Vandalen blokkeren de havenstad Ostia. De Senaat geeft Avitus de schuld van de hongersnood in Rome. Hij laat bronzen beelden omsmelten om de soldij van de soldaten te betalen. Er breekt een burgeroorlog uit als Ricimer en Majorianus (magister militum) in opstand komen. Avitus vlucht naar Arles (Gallië).
- Herfst - Slag bij Placentia: Het opstandige leger onder de gezamenlijke leiding van Ricimer en Majorianus, verslaan bij Piacenza (Noord-Italië) de Romeinen onder bevel van Avitus. Tijdens de veldslag wordt hij gevangengenomen en moet als keizer aftreden. Hierdoor ontstaat er een machtsvacuüm in het Westen.
- 17 oktober - Avitus wordt tot bisschop van Piacenza gewijd, maar door de Senaat ter dood veroordeeld. Hij vlucht naar Gallië en overlijdt onderweg.

### Spanje
- Zomer - Gotische oorlog in Spanje: Keizer Avitus geeft opdracht aan de Visigoten voor een militaire operatie van de Visigoten in Hispania.
- 5 oktober - Gotische oorlog in Spanje: De Visigoten onder leiding van koning Theodorik II verslaan, op verzoek van Avitus, de Sueben aan de Urbicus in Noordwest-Spanje. Tijdens de veldslag wordt Rechiar, zwager van Theodorik, bij Porto gevangengenomen en later gedood. Het Suevenrijk wordt een vazalstaat van de Visigoten.
- De Visigoten plunderen de Suebische hoofdstad Braga (Portugal) en steken alle kerken in brand. (waarschijnlijke datum)

### Japan
- Yuryaku (r. 456-479) volgt zijn broer Anko op als de 21e keizer van Japan. (waarschijnlijke datum)

### Europa
- Patricius vestigt een bisschopszetel in Armagh (Ierland). De Angelsaksen nodigen 300 Britse en Keltische leiders uit bij Stonehenge voor een vredesoverleg. Tijdens de maaltijd worden alle ongewapende edelen vermoord. (waarschijnlijke datum)
- november - Gundioc (r. 456-473) roept zichzelf uit tot koning van het Bourgondische Koninkrijk. Hij verklaart zich onafhankelijk van het West-Romeinse Rijk en tracht zijn territorium rond Vienne uit te breiden.

### Klein-Azië
- Keizer Marcianus vaardigt de doodstraf uit op de verkoop van alle wapentuig aan passanten en gezanten van barbaarse volkeren. Dit soort leveranties worden als staatsgevaarlijk bestempeld.[1]

## Geboren
- Fergus Mór mac Eirc, Schots koning (overleden 503)
- Medardus, bisschop van Noyon en Doornik (overleden 545)

## Overleden
- 17 oktober - Avitus, keizer van het West-Romeinse Rijk
- Anko, keizer van Japan (waarschijnlijke datum)
- Rechiar, koning van de Sueben (waarschijnlijke datum)